# ملیس در سرزمین عجایب (فیلم ۱۹۸۵)
«ملیس در سرزمین عجایب» (انگلیسی: Malice in Wonderland) فیلمی در ژانر زندگینامه‌ای و کمدی-درام است که در سال ۱۹۸۵ منتشر شد. از بازیگران آن می‌توان به الیزابت تیلور و جین الکساندر اشاره کرد.